# Коссомбрато
Коссомбрато (итал. Cossombrato) — коммуна в Италии, располагается в регионе Пьемонт, в провинции Асти.
Население составляет 504 человека (2008 г.), плотность населения составляет 95 чел./км². Занимает площадь 5 км². Почтовый индекс — 14020. Телефонный код — 0141.
Покровителем коммуны почитается святой первомученик Стефан, празднование 27 декабря.

## Демография
Динамика населения:

## Администрация коммуны
- Официальный сайт: http://www.comune.cossombrato.at.it